# Linda Nochlin
Linda Nochlin (Nova York 31 de gener de 1931- 29 d'octubre de 2017) fou una historiadora de l'art, professora universitària i escriptora feminista. Nochlin fou professora a la Universitat de Nova York, i va esdevenir reconeguda degut al seu assaig Per què no hi ha hagut grans dones artistes (en anglès original: Why Have There Been No Great Women Artists?), publicat per ARTnews.

## Biografia
Va estudiar a la Universitat de Colúmbia i va realitzar el seu doctorat en història de l'art a l'Institut de Belles Arts de la Universitat de Nova York el 1963. Després de treballar en els departaments d'història de l'art a la Universitat Yale i el Vassar College, va passar a l'institut de Belles Arts de la Universitat de Nova York, on treballà com a docent fins a la seva jubilació. Com a complement de la seva carrera acadèmica, fou membre del consell assessor d'art de la Fundació Internacional per a la investigació de l'art (IFAR).

## Història de l'art feminista
Va ser especialment coneguda per haver publicat un article el gener de 1971 a Artnews, que va llançar una nova branca de la història de l'art: La història i el lloc de les dones a l'art. L'assaig: Why Have There Been No Great Women Artists? (Per què no hi ha hagut grans dones artistes?), va explorar les possibles raons de per què la grandesa de l'assoliment de l'èxit del geni artístic ha estat reservat per a homes com Miquel Àngel, mentre dones com Sofonisba Anguissola, Artemisia Gentileschi, Élisabeth Louise Vigée Le Brun, Barbara Leigh Smith Bodichon, Rosa Bonheur, Angelica Kauffmann, Vanessa Bell, Marie Bashkirtseff, Cecilia Beaux, Hannah Höch, Hilma af Klint o Suzanne Valadon, han passat desapercebudes gairebé completament. Argumenta les expectatives socials generals contra la dona especialment a l'art, restriccions a l'educació de les dones en les acadèmies d'art i tota l'elitista, glorificació de l'individu i la subestructura de productors de monografies en la qual es basa la professió d'història de l'art, que sistemàticament han impedit el sorgiment de grans dones artistes.
El seu assaig Per què no hi ha hagut grans dones artistes? també inspirà l'assaig Per què no hi ha hagut grans dones xefs? (en anglés: Why Have There Been No Great Women Chefs?) escrit per Charlotte Druckman. L'any 1989 es va organitzar una exposició titulada Women's Work: the Montana Women's Centennial Art Survey Exhibition 1889-1989, inspirat per la contribució innovadora de Nochlin.
A més a més de la seva història de l'art feminista, fou coneguda pel seu treball en assaigs sobre l'art del segle xix i sobre el realisme, especialment del pintor Coubert. Nochlin també fou una de les primeres historiadores de l'art en aplicar teories sobre l'orientalisme per estudiar història de l'art, tal com va fer en el seu assaig L'Orient imaginari (en anglès: The Imaginary Orient).

## Premis
- 1977: Dona de l'Any, revista Mademoiselle
- 1984-1985: beca Guggenheim
- 2003: doctora honoris causa per la Universitat Harvard[4]
- Membre de l'Acadèmia Americana de les Arts i les Ciències
- Membre de la Societat Filosòfica Americana

## Obres
- Courbet. Thames and Hudson, New York 2007. ISBN 0-500-28676-0.
- Representing Women. Thames and Hudson, New York 1999. ISBN 0-500-28098-3.
- The Body in Pieces - the Fragment as a Metaphor of Modernity. Thames and Hudson, New York 1995. ISBN 0-500-28305-2.
- The Politics of Vision - Essays on Nineteenth-Century Art and Society. Harper & Row, New York 1989. ISBN 0-064-30187-7.
- Women, Art, and Power and Other Essays. Harper & Row, New York 1988. ISBN 0-064-30183-4.
- Realism - Style and Civilization. Penguin, Harmondsworth 1971. ISBN 0-140-13222-8.
- Realism and Tradition in Art, 1848-1900 - Sources & Documents. Prentice-Hall, Englewood Cliffs (NJ) 1966. ISBN 0-137-66584-9.
- Why Have There Been No Great Women Artists?. In ARTnews, Januar 1971: S. 22-39, und S. 67-71.